# Guerre de Cent Heures
La guerre de Cent Heures est un conflit qui opposa le Salvador et le Honduras en juillet 1969,. Elle est surnommée « guerre du football »,,, même si le football n’a été que le catalyseur et non la cause profonde de cette guerre,.

## Causes et éléments déclencheurs du conflit

### Inégale répartition des terres
Malgré leur proximité géographique, le Salvador et le Honduras, deux pays voisins d’Amérique centrale, connaissent des conditions démographiques très différentes :
- le Salvador, au sud, a une faible superficie mais est surpeuplé (quatre millions d’habitants au moment de la guerre, pour 23 000 kilomètres carrés)[1],[4] ;
- le Honduras, au nord, est plus grand, moins peuplé (trois millions d’habitants pour 120 000 kilomètres carrés) et donc beaucoup moins dense (sept fois moins) que son voisin[1],[4].

Dans les deux pays, la répartition des terres est très inégale. En 1960, au Salvador, 0,1 % des propriétaires possèdent 16 % des surfaces, et 2 % de la population 60 % des terres, alors que la moitié des exploitations avait une surface inférieure à un hectare. Il existait donc au Salvador de nombreux paysans sans terre qui migraient en fonction des saisons. Cette inégalité dans la répartition des terres posait aussi des problèmes de choix économiques. Alors qu’une partie de la population avait des difficultés pour se nourrir, l’agriculture était tournée vers l’exportation ce qui favorisait les plus riches.
L’inégalité économique était accompagnée d’une mainmise du pouvoir politique par une oligarchie. Bien que l’idée des « quatorze familles » dirigeant le Salvador soit exagérée, la concussion entre élites économiques et politiques est claire pour l’ensemble des auteurs, surtout en l’absence d’une classe moyenne suffisamment forte pour faire contrepoids.
Le manque de terres et l’inégalité dans leur répartition poussaient les Salvadoriens à l’exode. Ils allaient peupler les villes (la capitale passa de 28 000 habitants en 1961 à 350 000 en 1969) ou émigraient au Honduras pour pouvoir travailler la terre. C’est ce que firent 300 000 d’entre eux. Cette émigration était encouragée par les grands propriétaires salvadoriens qui y voyaient un moyen d’éviter une réforme agraire, dont ils ne voulaient à aucun prix. Elle était aussi facilitée par la faiblesse de la surveillance à la frontière. De plus, il y avait au départ un besoin de main-d’œuvre au Honduras pour la culture de la banane, et une visée politique : le rêve d’unifier les populations d’Amérique centrale en les métissant. Mais les choses changèrent peu à peu.
Si la pression n’était pas aussi forte au Honduras, la situation commençait à devenir inquiétante. La croissance démographique était là aussi rapide, à laquelle s’ajoutait un solde migratoire positif. La répartition des terres commençait à devenir aussi inégale qu’au Salvador : 8,8 % des propriétaires possédaient 63,3 % de la surface totale exploitée. Des occupations illégales survenaient au sud du pays, parfois réalisées par des Salvadoriens. En 1952, 17 143 squatteurs occupaient 133 561 hectares. Les propriétaires terriens honduriens s’étaient regroupés et avaient créé la Fédération nationale des agriculteurs et des éleveurs du Honduras (Federación Nacional de Agricultores y Ganaderos de Honduras, FENAGH).
Il faut souligner le rôle important joué par l’United Fruit Company, qui possédait une très grande influence. Les propriétaires terriens s’en prenaient violemment aux paysans salvadoriens, tant verbalement que physiquement. Les expulser permettrait là aussi d’économiser une réforme agraire. Pourtant l’augmentation des inégalités dans la répartition des terres venait surtout de l’expansion de l’agriculture commerciale des grands propriétaires terriens. Mais comme les revendications des paysans honduriens se faisaient insistantes, les élites préféraient orienter le ressentiment vers les Salvadoriens.
Ainsi la réforme agraire réalisée au Honduras en 1968 ne se fit pas contre les grands propriétaires terriens, mais contre les immigrés salvadoriens. La FENAGH exerça également une pression importante contre l’INA, institut chargé de répartir les terres distribuées par les lois agraires. Cela déclencha à la fois une vive émotion au Salvador et l’opposition des immigrés, qui considéraient avoir le droit de conserver la terre qu’ils avaient contribué à mettre en valeur. Les travailleurs émigrés salvadoriens devenaient alors un enjeu pour les élites des deux pays.

### Instrumentalisation du nationalisme
En plus du problème des émigrés et son utilisation par les propriétaires terriens honduriens, d’autres facteurs ont généré des tensions entre les deux pays. Il y a ainsi eu une manipulation de la réalité par les élites politiques, économiques, médiatiques et militaires que ce soit dans les questions de commerce international ou de traitement des réfugiés.
Tout d’abord les Honduriens avaient l’impression d’être colonisés économiquement par les Salvadoriens. Une partie de la presse et de la classe politique propageaient un fort ressentiment contre le Marché commun centraméricain (MCCA) inauguré en 1962. Si en 1962 c’est le Honduras qui avait un solde positif, dès 1965 les choses s’étaient inversées. En effet, le commerce du Honduras vers le Salvador stagnait, alors que dans le sens contraire les exportations avaient quadruplé en six ans. De plus le Salvador était plus industrialisé et c’est lui qui exportait le plus de produits manufacturés : 70 % de ces produits au Honduras provenaient du Salvador. Les Salvadoriens menaçaient également les Honduriens sur le marché de l’emploi urbain, car ils possédaient généralement de meilleures qualifications. L’image du Salvador conquérant face à un Honduras moribond nourrissait le ressentiment. D’autant plus que cette « colonisation » économique s’ajoutait à l’immigration des Salvadoriens du Sud. Pourtant même avec ces déséquilibres, il est faux d’affirmer que le marché commun ait nui à l’économie hondurienne. Tout d’abord on estime à 1,3 point de croissance du PIB annuel hondurien l’apport induit par le marché commun (même si cet apport est de 1,8 pour le Salvador). De plus, le MCCA a permis aux deux pays d’être plus indépendants vis-à-vis des États-Unis.
Cette importance croissante du rôle des Salvadoriens dans l’économie hondurienne, que ce soit sur le marché des biens comme sur le marché de l’emploi, a été surexploitée par la presse et le gouvernement honduriens. L’image exagérée d’une cinquième colonne a été utilisée à leur encontre.
Dès 1959, le gouvernement utilisa le thème des Salvadoriens envahisseurs pour se rendre populaire en leur interdisant l’achat des terres à quarante kilomètres des côtes et des frontières. La même année, trois cents familles salvadoriennes fuyaient le Honduras. Les Salvadoriens furent aussi exclus de la loi agraire de 1961. La déclaration de Marcala de 1965 sur l’immigration, émise par les deux pays, sera sans conséquence. Entre 1963 et 1967, plusieurs centaines de Salvadoriens sont maltraités. Ces mouvements xénophobes étaient encouragés par le représentant politique Modesto Rodas Alvarado (es) et par une partie de la presse.
De plus, des actes politiques viennent attiser ces tensions. Les forces salvadoriennes arrêtent le 25 mai 1967 Antonio Martibez Argueta, ami du président hondurien, qu’elles considèrent comme criminel et cela en violant le territoire hondurien. Cette décision prise au plus haut niveau aurait été une mesure de rétorsion contre les atteintes aux droits des Salvadoriens vivant au Honduras. Moins d’un mois plus tard, le 5 juin 1967, quatre camions transportant des militaires salvadoriens et des armes entrent en territoire hondurien. Ils sont arrêtés par les Honduriens, ce qui déclenche une crise entre les deux pays, crise qui ne sera résolue que par la médiation des États-Unis. Les soldats sont libérés mi-1968, mais l’affaire des Sleeping Beauties (« Belles au bois dormant », surnom donné par la presse aux gardes-frontières pour n'avoir opposé aucune résistance à leur capture) laisse des traces.
Le gouvernement hondurien jouait du ressentiment salvadorien pour pallier son impopularité. Oswaldo López Arellano était arrivé au pouvoir en 1963 par un coup d’État, dix jours avant les élections, en accusant son prédécesseur Ramón Villeda Morales de communisme. Il gagna les élections de 1965 en les truquant et ne put jamais bénéficier de la légitimité populaire. De plus, il avait à faire face à des inégalités importantes et à un manque d’infrastructure inquiétant : 40 % des enfants n’étaient pas scolarisés et il y avait seulement 1,8 lit d’hôpital pour 1 000 personnes. L’agitation estudiantine et syndicale menaçait son pouvoir ; en mai 1969, la visite de Nelson Rockefeller, envoyé de Richard Nixon, avait été le prétexte d'une grande manifestation anti-américaine et pro-cubaine à Tegucigalpa. Les élections suivantes étaient prévues en 1970. Dans ces conditions, il est peu étonnant que le gouvernement de López Arellano ait utilisé le ressentiment anti-salvadorien comme ressort politique. La pression contre les immigrés illégaux s’accentuait et le 1er juin 1969, cinq cents familles salvadoriennes étaient expulsées. Plusieurs milliers d’autres furent expulsés durant le mois. Le Salvador et ses habitants réagissaient vigoureusement contre ces expulsions, touchant ses ressortissants. Un cycle de haine s’installa.
Le Honduras a utilisé le nationalisme à des fins internes. Il est peu probable que ce gouvernement souhaitait la guerre. Mais en se servant des Salvadoriens comme bouc émissaire à tous les maux du pays (immigration, colonisation économique) pour mieux cacher les faiblesses de sa politique, López Arellano porte une responsabilité majeure dans la hausse de la tension qui a conduit à la guerre.
Enfin, les médias des deux pays ont joué un rôle important dans la hausse de tension. Sur une longue durée, la presse hondurienne a propagé les visions erronées parlant de « colonisation » du Honduras. Ponctuellement, au moment de la crise, la manipulation des faits qui a été faite dans les deux pays a aggravé la situation. Ainsi la presse salvadorienne décrit les actes commis début juillet comme de véritables crimes contre l’humanité. Même si des actes graves ont été commis par des bandes paramilitaires, avec une certaine passivité de la police hondurienne, ces violences n’ont pas eu le caractère systématique qu’a prétendu la presse. La presse et certains hommes politiques salvadoriens parlent d’un flot de 250 000 réfugiés et de centaines de milliers d’émigrés expulsés et maltraités. Or, le 14 juillet, il n’y avait que 20 000 réfugiés, et si ceux-ci avaient faim et étaient fatigués, ils n’avaient pas subi de mauvais traitements, selon la Croix-Rouge. De plus, au moment des incidents qui suivirent les matchs de football, les presses des deux pays parlaient de femmes violées par des supporters sadiques. De même, quelques jours avant le conflit, elles parlaient toutes deux d’avions militaires qui auraient violé leur espace aérien respectif. Cela ne fut pas le cas, même si des avions civils ont espionné les positions adverses des deux côtés. Pour expliquer ces manipulations des médias, on peut avancer l’hypothèse de leur collusion avec les milieux économiques, auxquels ils appartiennent.

### Rencontres de football
C’est dans ce contexte houleux que le Salvador et le Honduras jouaient les matches éliminatoires pour la Coupe du monde de football, qui devait se dérouler l’année suivante au Mexique. L’une des rencontres avait lieu à Tegucigalpa, la capitale du Honduras, alors perturbée par une grève des enseignants. Pour attirer l’attention sur leurs revendications, les grévistes avaient semé des clous sur la chaussée de certains quartiers, des pneus furent crevés et les footballeurs salvadoriens en visite en furent notamment les victimes. Se sentant personnellement visés, ils se répandirent en insultes contre les Honduriens. Sans doute en représailles, toute la nuit précédant l’épreuve, l’équipe du Salvador fut empêchée de dormir par les partisans de l’équipe locale, qui cernaient l’hôtel où logeaient les joueurs adverses.
Le lendemain, le 8 juin, épuisés par le manque de sommeil, les Salvadoriens perdirent 0 à 1, le but hondurien ayant été marqué à la dernière minute du jeu. Désespérée, Amelia Bolanios, une jeune Salvadorienne supportrice de son équipe, se tira une balle dans le cœur. Le corps d’Amelia fut rapatrié, ses obsèques furent décrétées nationales, et suivies par le président et le gouvernement du Salvador.
Le match de retour, prévu le 15 juin 1969 au Salvador, fut mis sous la haute surveillance de l’armée. Mais l’équipe du Honduras vit d’abord son hôtel incendié (il n’y eut aucune victime), et dut déménager pour un autre hôtel. Là, elle fut soumise par les Salvadoriens au même régime de privation de sommeil. Escortée par la police, l’équipe épuisée gagna le stade, et perdit le match 0 à 3. En outre, les Honduriens qui avaient fait le voyage pour assister au match furent molestés, et les échauffourées (voitures incendiées, fenêtres brisées, hôpitaux débordés) causèrent la mort de deux personnes. L’équipe de football put regagner son pays sans encombre, mais la frontière fut fermée.
Apprenant les faits, les Honduriens cherchèrent à se venger et s’en prirent aux résidents salvadoriens. Il y eut des morts et des blessés, le gouvernement ne fit rien au début pour empêcher les exactions, avant que la violence ne finisse par paralyser la capitale pendant deux jours. Seule la fatigue des émeutiers mit fin aux exactions.
Les deux pays ayant chacun gagné un match, ils devaient encore s’affronter à Mexico le 26 juin afin d’être départagés. Des deux côtés de la frontière, journaux, radios et télévisions continuèrent de verser de l’huile sur le feu, faisant appel à la fierté nationale. L’activité économique avait pratiquement cessé dans les deux pays alors que la passion pour ces faits gagnait toute l’Amérique centrale.
Le match, disputé à Mexico dans une atmosphère d’émeute, fut remporté par le Salvador 3 à 2, mais les troubles ne cessèrent pas : hommes molestés, femmes violées, quelques morts, hôpitaux une fois de plus débordés. Le Honduras accusa les arbitres de malhonnêteté, les joueurs adverses de tricherie. On échangea des calomnies des deux côtés, et cela gagna les deux gouvernements.

### Pressions des militaires salvadoriens
Une dernière explication possible serait la pression exercée par les militaires salvadoriens sur le président Fidel Sánchez Hernández. Celui-ci avait été affaibli un an auparavant par l’affaire des Sleeping Beauties[réf. souhaitée], et il craignait un coup d’État. La pression des généraux était importante et ceux-ci avaient déjà prévu la guerre, comme l'indique l’attaque effectuée par les Salvadoriens : l’attaque avait été planifiée depuis longtemps et était calquée sur le plan qu’avaient utilisé les généraux israéliens durant la guerre des Six Jours. C’est d’ailleurs la thèse d’Yves Salkin selon laquelle Sanchez Hernandez aurait dû céder face à ses généraux.

« Le 14 juillet 1969, au matin, une ultime conversation téléphonique, dont la teneur n’a pas été révélée, a lieu entre les présidents López Arellano et Sanchez Hernandez et à la suite de laquelle le chef de l’État salvadorien a demandé à ses troupes d’être prêtes à passer à l’action le soir même. Qui l’a poussé à franchir le Rubicon ? Le désir de dissuader les Honduriens de ne plus chasser de leur sol les malheureux colons ? Non pas. Mais plutôt la peur, comme il le déclarera plus tard, de paraître faible devant son opinion publique et d’être victime d’un coup d’État. Avec le recul du temps, les objectifs de l’opération salvadorienne semblent plus clairs aujourd’hui. Le but politique, de toute évidence, était de faire tomber le gouvernement de López Arellano et de mettre fin à la politique anti-salvadorienne ayant cours au Honduras. »

## Le conflit

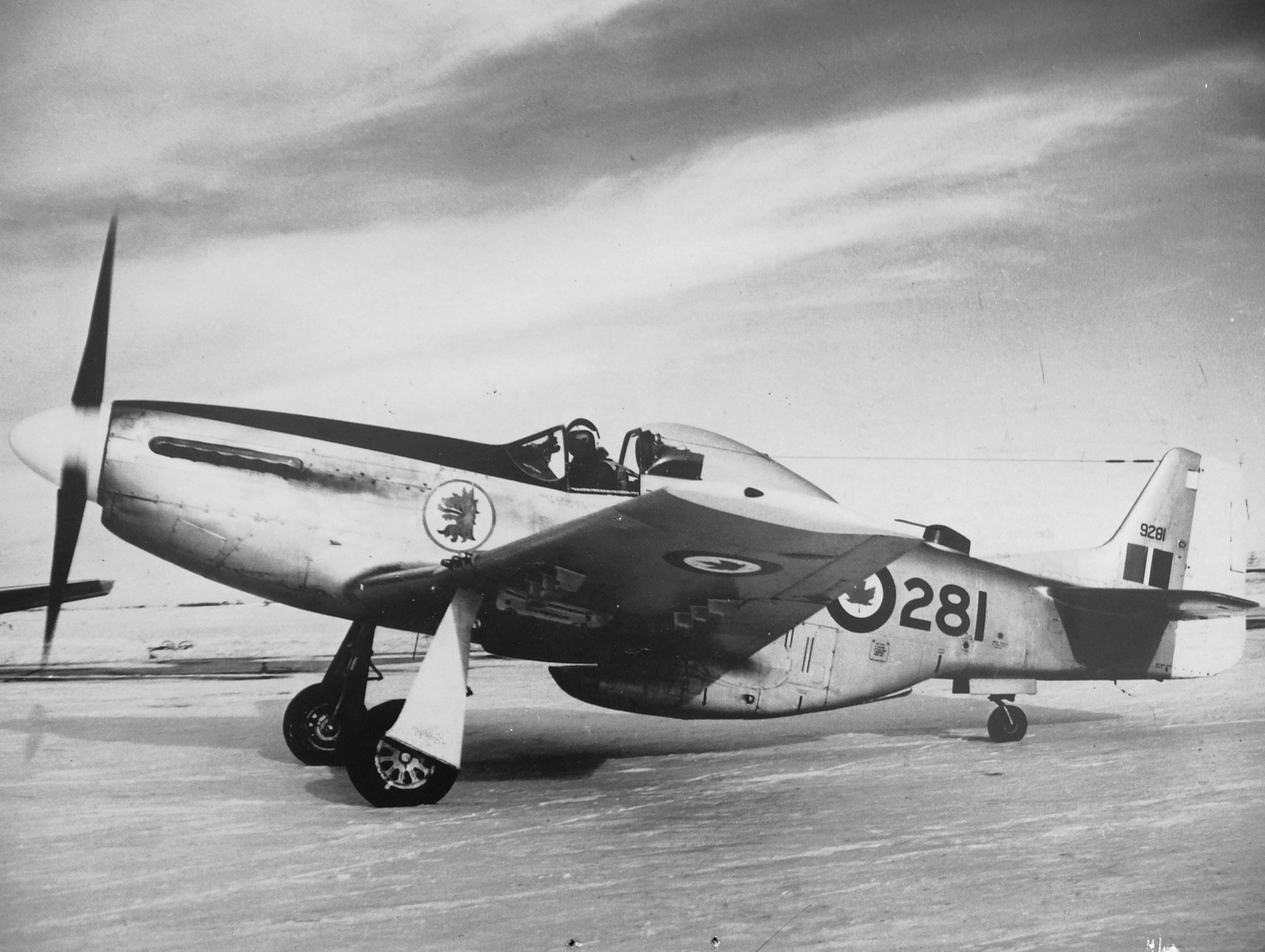
Un Mustang canadien en 1956 qui en 1968 sera sous couleurs du Salvador.

Dans les heures qui suivirent le match, des escarmouches eurent lieu à la frontière des deux États,, suivies d’une intense propagande qui rapporta des atrocités de toutes sortes, le plus souvent imaginaires. Des incidents de frontière mettant en jeu quelques douzaines de personnes devenaient des « combats importants », et les deux côtés annonçaient triomphalement la victoire.
Le 4 juillet 1969, alors que le nombre des Salvadoriens expulsés se monte à 20 000 et que le vice-consul du Salvador à Tela est assassiné, les relations diplomatiques entre les deux États sont rompues.
Toutes ces rodomontades culminèrent le lundi 14 juillet 1969, quand un avion militaire salvadorien lâcha une bombe sur Tegucigalpa. La guerre commençait, et allait durer… cent heures.

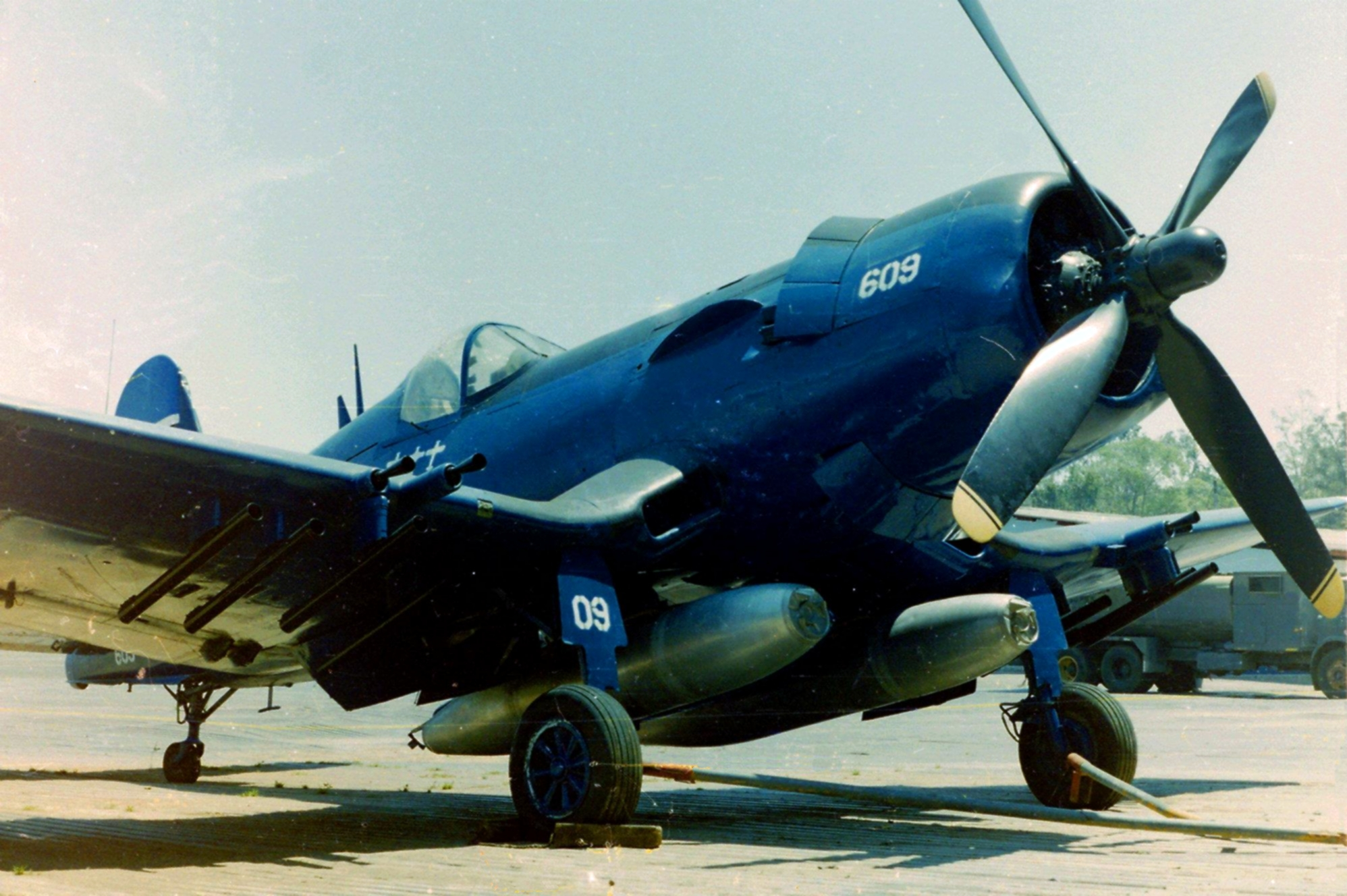
Vought F4U-5NL Corsair de la Force aérienne hondurienne exposé dans un musée. Son pilote, le capitaine Fernando Soto Henríquez, abattit un Cavalier F-51D Mustang et deux Goodyear FG-1D Corsairs salvadoriens le 17 juillet 1969 dans ce qui est recensé comme le dernier combat aérien entre appareils à pistons.

L’armée de terre salvadorienne était supérieure en nombre (8 000 hommes) et en armement (fusils allemands modernes et pièces d’artillerie de 105 mm), alors que son homologue hondurienne, mal organisée, était plus faible en personnel (2 500 hommes) et en armes (vieux fusils américains). L’aviation hondurienne, au contraire (23 avions de combat type Corsair), était supérieure à l’aviation adverse (11 avions de combat type Mustang et Corsair).
L’armée salvadorienne lança des offensives le long de la principale route joignant les deux pays et contre les îles honduriennes dans le golfe de Fonseca. Au début, elle avança rapidement sur huit kilomètres. Dans la soirée du 15 juillet la capitale provinciale de Nueva Ocotepeque tombait. Cependant, l’aviation hondurienne était supérieure et détruisait, outre son opposante, les dépôts de munitions et de carburant, ce qui contraignit l’armée salvadorienne à l’immobilité.
Les 20 Chance Vought F4U Corsair de la Fuerza Aera Hondurena affrontèrent des Corsairs et des North American P-51 Mustang du Salvador avec succès. Ce furent d’ailleurs les derniers combats de ces avions de la Seconde Guerre mondiale.
La guerre du football a causé 3 000 morts, et quelque 15 000 blessés. Près de 50 000 personnes y ont perdu leur maison et leurs terres. De nombreux villages furent détruits, tandis que l’industrie salvadorienne fut fortement touchée par une crise.
La guerre dura quatre jours, d’où le nom de guerre de Cent heures. Le 19 juillet, sous la pression de la communauté internationale et de l’Organisation des États américains, les Salvadoriens retirèrent leurs troupes,. Un grand nombre d'immigrés salvadoriens quitta le Honduras, ce qui avantagea finalement López Arellano, qui put faire sa réforme agraire sans peine.

## Conséquences de la guerre
Elle provoqua environ 3 000 morts,, 15 000 blessés et le retour forcé au Salvador de 60 000 à 130 000 des 300 000 émigrés salvadoriens du Honduras.
Le conflit entre Honduras et Salvador perdura. Il fallut attendre 1980 pour qu’un traité de paix soit signé. La dispute territoriale à l’origine du conflit ne fut résolue qu’en 1992 par la Cour internationale de justice (CIJ).
À cause du conflit, le projet de marché commun centraméricain fut interrompu pendant 22 ans. Les militaires sortirent renforcés dans les deux pays.

### Émissions radiophoniques
- « Honduras - Salvador 1969 » le 9 juillet 2016 dans Affaires sensibles de Fabrice Drouelle sur France Inter, 36 min, [lire en ligne].